# دکسترورفان
دکسترورفان (انگلیسی: Dextrorphan) یک داروی روان‌گردان از دسته مورفینان است که به عنوان یک ضدسرفه یا سرکوب‌کننده سرفه و توهم‌زای تجزیه‌کننده عمل می‌کند. این دارو انانتیومر راست چرخشی راسمورفان است. این دارو انانتیومر چرخشی لوورفانول است. دکسترورفان از راه O-دمتیلاسیون دکسترومتورفان توسط CYP2D6 تولید می‌شود. دکستروفان یک آنتاگونیست NMDA است و به اثرات روانگردان دکسترومتورفان کمک می‌کند.